# Drasteria fumiluna
Drasteria fumiluna là một loài bướm đêm trong họ Erebidae.